# Nadia Benatar
Nadia Benatar (Caracas, Venezuela, 15 de abril de 1949) es una dibujante y grabadora venezolana. Estudió diseño tridimensional en el Instituto Neumann, y técnicas de grabado en el Centro de Enseñanza Gráfica (Cegra).

## Vida y obra
En el año 1975 participa en el XXXIII Salón Arturo Michelena con un vestido creado a partir de papel higiénico contenido entre un par de vidrios. En esta época la artista trabajó con materiales no convencionales para realizar sus obras. Dos años después incorpora colores pasteles en sus dibujos notablemente marcados por los paisajes y el collage. Entre 1978 y 1979 se enfoca en el tema urbano reflexionando sobre la contaminación generada por el hombre. Benatar se interesó en la cotidianidad incorporando el paisaje utilizando imágenes fantásticas.
Luego de tomar una pausa en su trabajo plástico, Benatar expone Domestica-da en la Sala Mendoza de Caracas en 1988, compuesta por cinco ambientes con énfasis en la ausencia humana, en los cuales posicionó enseres del hogar a escala natural envueltos por mallas metálicas utilizadas en los aires acondicionados.
En su currículo destacan varias exposiciones colectivas, entre las cuales se encuentran: Dibujos y acuarelas (Sala Mendoza, 1977), XXXIV Salón Arturo Michelena (1976), Grabados venezolanos (Bucarest, Rumania, 1977), Gráfica X (Sala Mendoza, 1978), Senderos en el papel (Galería de Arte Nacional, 1979), La generación intermedia (Centro Venezolano de Cultura, Embajada de Venezuela, Bogotá, Colombia, 1981), Desde el cuerpo: alegorías de lo femenino (Museo de Bellas Artes, 1998).
En la Galería de Arte Nacional se exponen varias obras de la artista como Materia y Nostalgia (acrílico sobre tela y varios materiales, 1987), también dibujos y grabados realizados en distintos materiales entre los años 1977 y 1989.

## Exposiciones recientes
En noviembre de 2012, Benatar utilizó como material principal hilos de pesca para realizar 15 obras tridimensionales que presentó en la exposición Punto y línea de la Galería Gsiete del Centro de Arte Los Galpones ubicado en Los Chorros. En esta serie, la artista trabajó la construcción de líneas.
Para reconstruir sus recuerdos, la artista creó la serie Enlazando líneas que mostró en la Sala Mendoza en septiembre de 2013. Las cinco piezas tridimensionales que componen la serie fueron hechas con alambre, plomo, cobre, goma y madera.
En julio de 2016, Benatar participó en la exposición inaugural de la Galería Gauba ubicada en la Universidad Bicentenaria de Aragua (UBA). La muestra se llamó Reencuentro visual: Generación artística de los años 80 y 90, y estuvo compuesta por 34 piezas de artistas venezolanos.
Bruzdan (bordado en alemán) fue el nombre escogido por Benatar e Isabel Cisneros para llamar a la exposición presentada por las artistas junto a Flor Areinamo, Astolfo Mata y Tita Madriz, en el Centro Cultural BOD de La Castellana en noviembre de 2016. Nadia presentó una serie de 29 piezas en diferentes tamaños y utilizando el acrílico como soporte.
En enero de 2017, Nadia Benatar participó junto a Rafael Arteaga, Fernando Wamprechts, Miguel von Dangel, Isabel Cisneros,Víctor Julio González, Lihie Talmor, Consuelo Méndez y Luis Noguera en la exposición Diacrónicos coincidentes presentada en la galería de The Hotel, El Rosal. La artista trabajó esta vez con líneas sobre acrílico hechas con cables metálicos y nylon.

## Exposiciones individuales
- 1979. Dibujos y grabados. Sala Mendoza
- 1983. Dibujos y pasteles. Galería Minotauro, Caracas.
- 1987. Galería Minotauro, Caracas.
- 1988. Galería A, Caracas.
- 1996. Sala Alternativa, Caracas.
- 1998. Domestica-da, Sala Mendoza.

## Premios
- 1978. Premio Club de Leones, XXXVI Salón Arturo Michelena.
- 1980. Mención, I Bienal TAGA.
- 1981. Premio de dibujo, Salón Nacional de Jóvenes Artistas, MACC.
- 1984. Mención, III Bienal TAGA.